# Stazione di Tortosa
La stazione di Tortosa (in catalano Estació de Tortosa, in spagnolo Estación de Tortosa) è la principale stazione ferroviaria di Tortosa in Catalogna, Spagna.